# Титанова губка

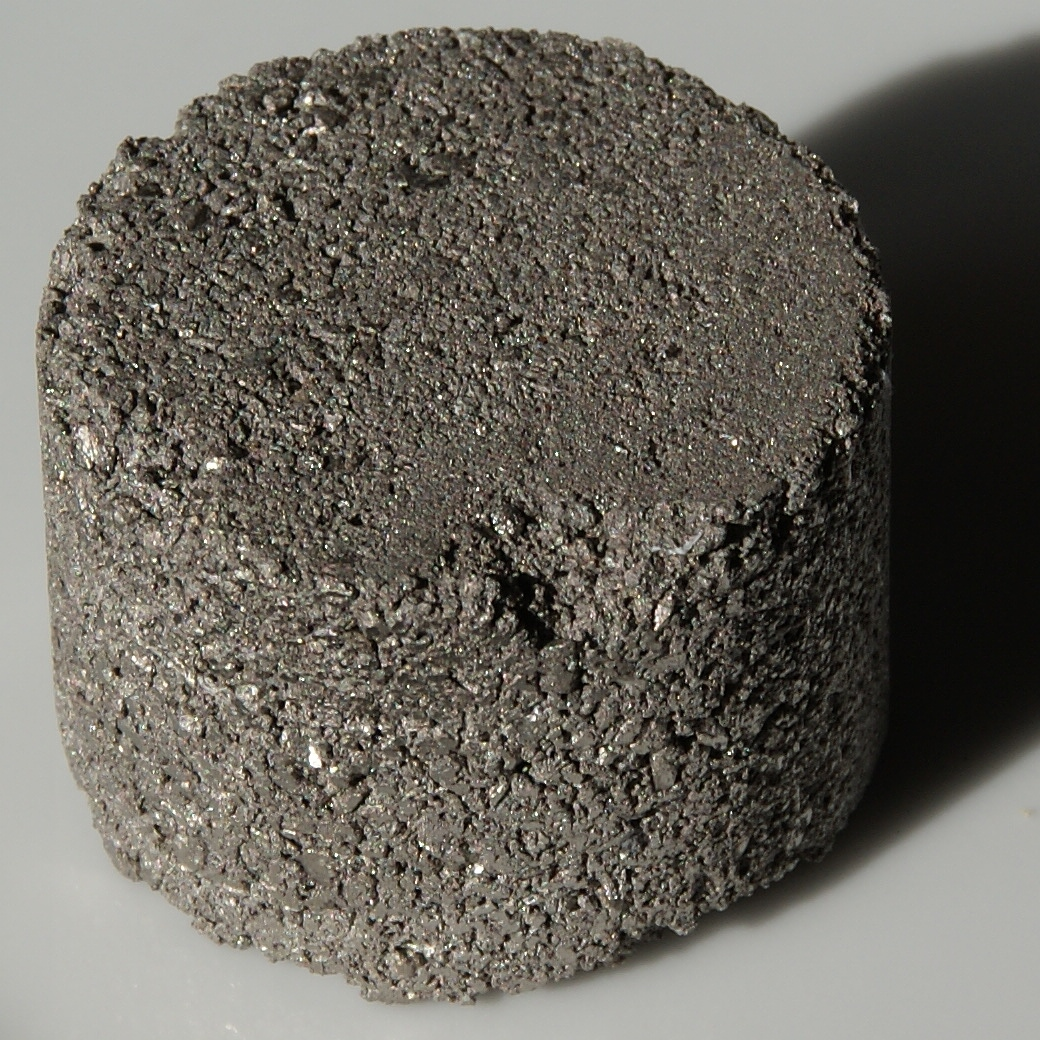
Пресована титанова губка

Тита́нова гу́бка — сировина для виготовлення металічного титану. Титанову губку отримують магнійтермічним (СНД, США, Японія, Китай) і частково натрійтермічним (США, Велика Британія) відновленням тетрахлориду титану.

## Виробництво
Технологічна схема виробництва титанової губки включає такі операції:
- виробництво титанового шлаку методом плавки ільменітового концентрату в рудно-термічних печах;
- отримання титановмісної шихти;
- отримання тетрахлориду титана технічного;
- ректифікаційна очистка тетрахлориду титану технічного;
- відновлення титану із тетрахлориду титану технічного;
- вакуумна сепарація;
- переробка блоків титану губчатого.

Виробництво титанового шлаку полягає у відновлювальній рудо-термічній плавці ільменітового концентрату разом з вуглецевим відновлювачем — вугіллям, коксом чи антрацитом при температурі 1650–1800 °C. Шлак зливають і після охолодження направляють на підготовку титановмісної шихти.
Титановмісну шихту отримують змішуванням титанового шлаку, вуглецевого відновлювача і хлористого натрію. Тетрахлорид титану утворюється при хлоруванні шихти в розплаві солей у сольових хлораторах (СНД), або хлораторах «киплячого шару» (на закордонних підприємствах); та подальшій конденсації парогазовій суміші, яка виходить із хлоратора в системі апаратів конденсації.
Далі тетрахлорид титану очищують ректифікацією від ванадію та інших домішок.
Відновлення титану із тетрахлориду титану проводиться в апаратах відновлення. Для цього в апарат заливають магній. Апарат з магнієм встановлюють у піч відновлення; в апарат подається тетрахлорид титану. В процесі взаємодії утворюється хлорид магнію, який періодично зливається в ківш і направляється на електроліз для отримання магнію. Після закінчення процесу відновлення апарат з реакційною масою встановлюється в холодильник для охолодження.
Процес вакуумної сепарації реакційної маси здійснюється так. Апарат сепарації встановлюється в піч і включаються нагрівачі печі. Апарат витримується протягом п'яти годин при температурі 850 0С. При розігріванні з реакційної маси відганяються пари магнію і дихлориду магнію. Після закінчення сепарації нагрівачі вимикають, в апарат подають аргон і він охолоджується. Апарат демонтують і реторту з блоком титану губчатого направляють на переробку.
Виробництво тетрахлориду титану — сировини для виробництва губки, — в СНД базується на використанні шлаків із вмістом TiO2 85-91%, які виплавляються в руднотермічних печах з ільменітових концентратів, та хлоруються у хлораторах з розплавом солей. За кордоном основною сировиною слугує природний чи синтетичний рутил, який піддається хлоруванню у хлораторах «киплячого шару».

## Головні виробники
За даними Геологічної служби США з семи країн, що виробляють у світі титанову губку, у 2022 році  Китай виробив понад 231 тисячу тонн титанової губки, що становить 57% світового виробництва. Далі йдуть Японія із 17% та РФ з 13%. Казахстан виробив майже 18 тисяч тонн, Україна — понад 4 тисячі тонн.
США більше не зберігають титанову губку у своїх національних оборонних запасах, а останній виробник губчастого титану в них закрився у 2020 році.